# 神部健
神部 健（かんべ けん、1905年11月29日 - 1982年5月27日）は、日本の経営者である。オリンパス光学工業(現在のオリンパス)社長・会長を務めた。神奈川県出身。

## 経歴・人物
1930年に東京帝国大学経済学部商業学科を卒業し、同年に日本生命保険に入社。1963年に専務を経て、1964年から1970年までに監査役を務めた。1964年にオリンパス光学工業に就任し、1967年に副社長を経て、1971年に社長に就任。その後は、1973年12月に会長を経て、1976年1月に相談役に就任。
1982年5月27日、心不全のために死去。76歳没。